# Семёно-Карповка
Семёно-Ка́рповка (укр. Семе́но-Ка́рпівка) — село, относится к Балтскому району Одесской области Украины.
Население по переписи 2001 года составляло 41 человек. Почтовый индекс — 66143. Телефонный код — 4866. Занимает площадь 0,37 км². Код КОАТУУ — 5120685003.

## Местный совет
66143, Одесская обл., Балтский р-н, с. Оленовка